# Большуха (река)
Большуха — река в России, протекает в Мурашинском районе Кировской области. Устье реки находится в 9,1 км по правому берегу реки Волковица. Длина реки составляет 10 км.
Исток реки в 13 км к юго-востоку от города Мураши. Река течёт на юго-запад, затем на юго-восток. Всё течение проходит по ненаселённому лесу. На реке нежилая деревня Волковица.

## Данные водного реестра
По данным государственного водного реестра России относится к Камскому бассейновому округу, водохозяйственный участок реки — Вятка от города Киров до города Котельнич, речной подбассейн реки — Вятка. Речной бассейн реки — Кама.
По данным геоинформационной системы водохозяйственного районирования территории РФ, подготовленной Федеральным агентством водных ресурсов:
- Код водного объекта в государственном водном реестре — 10010300312111100034259
- Код по гидрологической изученности (ГИ) — 111103425
- Код бассейна — 10.01.03.003
- Номер тома по ГИ — 11
- Выпуск по ГИ — 1